# 백약이오름
백약이오름(百藥岳)은 대한민국 제주특별자치도 서귀포시 표선면 금백조로에 위치한 오름이다. 백약이오름은 예로부터 약재가 많이 나오는 것으로 유명하여 백약이오름으로 불린다. 백약이오름은 많은 약초들이 자생하고 있다. 백약이오름의 북동쪽으로는 문석이오름, 동남쪽으로는 좌보미오름, 서남쪽으로는 돌리미오름이 있다.